# Natale con Bob
Natale con Bob (A Christmas Gift from Bob) è un film del 2020, sequel di A spasso con Bob del 2016.

## Trama
James è divenuto uno scrittore. Dopo una presentazione del suo libro, per strada, incontra un vagabondo e gli racconta la storia di un suo Natale passato, in cui ha rischiato di essere separato da Bob, il suo adorato gatto.

## Distribuzione
Il film è stato distribuito nel Regno Unito il 6 novembre 2020. Il film è uscito postumo, in quanto il gatto Bob è deceduto in seguito alle gravi ferite riportate a causa dello scontro con un'auto in corsa.